# ABC4ü Bay 08
Der ABC4ü Bay 08 war ein Drehgestell-Durchgangswagen mit Seitengang, der mit der Blatt-Nr. 92 für die Königlich Bayerische Staatseisenbahnen (K.Bay.Sts.B.) zum Einsatz im internationalen Schnellzugverkehr gebaut wurde. Er führte alle drei Klassen.

## Konstruktive Merkmale

### Untergestell
Wie schon bei den Wagen nach Blatt 75 wurde der Grundrahmen des mit dem Wagenkasten verbundenen Untergestells komplett aus Holz aufgebaut, welches teilweise – z. B. für die äußeren Längsträger – mit aufgeschraubten Winkeleisen verstärkt wurde. Für die Querträger wurden ebenfalls hölzerne Profile verwendet. Man versprach sich durch diese Bauweise für hochwertige Wagen einen ruhigeren Lauf. Die hölzernen Querträger zur Aufnahme der Drehschemelpfannen wurden ebenfalls mit Winkeleisen armiert. Zur Unterstützung der äußeren Längsträger wurde wegen des großen Radstandes auf beiden Seiten ein Sprengwerk mit nachstellbaren Zugstangen angebaut. Die Pufferbohlen waren komplett aus Walzprofilen aufgebaut. Als Zugeinrichtung hatten die Wagen Schraubenkupplungen mit Sicherheitshaken nach VDEV, die Zugstange war durchgehend und mittig gefedert. Als Stoßeinrichtung besaßen die Wagen Stangenpuffer mit einer Einbaulänge von 612 mm, die Pufferteller hatten einen Durchmesser von 370 mm. Die Puffer wurden in den 1930er Jahren gegen Hülsenpuffer der Regelbauart ausgetauscht.

### Laufwerk
Die Wagen hatten Drehgestelle bayerischer Bauart mit kurzem Radstand von 2.500 mm mit aus Blechen und Winkeln genietetem Rahmen. Gelagert waren die Achsen in Gleitachslagern. Die Räder hatten Speichenradkörper und einen Raddurchmesser von 988 mm der bayerischen Form 39.
Die Handbremsen befanden jeweils im geschlossenen Übergang an einem Wagenende. Alle Wagen waren mit Druckluftbremsen des Typs Westinghouse ausgestattet. Je nach Zielland im internationalen Einsatz kamen noch andere Luftdruck- bzw. Luftsaugbremssysteme hinzu.

### Wagenkasten
Das Wagenkastengerippe bestand aus einem hölzernen Ständerwerk. Es war außen mit Blech und innen mit Holz verkleidet. Die Seitenwände waren glatt und bis über die äußeren Längsträger heruntergezogen. Die Wagen besaßen ein Tonnendach der süddeutschen Bauart ohne Oberlichtaufbau.
Der Innenraum war in insgesamt sieben Abteile aufgeteilt. Das Abteil der ersten Klasse hatte insgesamt vier Polstersitze, die beiden Abteile der zweiten Klasse jeweils sechs. Die vier Abteile der dritten Klasse waren mit Holzlattenbänken ausgestattet und boten je Abteil acht Sitzplätze. Für den militärischen Transport wurden sechzehn Plätze für Offiziere und vierundzwanzig für Mannschaften ausgewiesen. Die Abteile waren mit Schiebetüren zum Seitengang hin abgeschlossen.

### Ausstattung
An beiden Wagenenden befanden sich Aborte, die mit Waschgelegenheiten kombiniert waren. Bei den Wagen der ersten Lieferserie konnten die Sitze der ersten Klasse in Schlafplätze umgewandelt werden.
Zur Beheizung verfügten die Wagen über eine Dampfheizung. Die Belüftung erfolgte über Dachlüfter bzw. über die versenkbaren Fenster.
Die Beleuchtung der Wagen der ersten Lieferserie erfolgte durch Gaslampen. Die zwei Vorratsbehälter hingen in Wagenlängsrichtung am Rahmen. Ab den 1930er Jahren erfolgte eine Umrüstung auf elektrische Beleuchtung.
Bei den Wagen der zweiten Lieferserie waren elektrische Beleuchtungen der Gesellschaft für elektrische Zugbeleuchtung, Berlin, eingebaut (Osmiumlampen).

## Bemerkung
Mit dem Umbau von 1930 erfolgten Änderungen an der Toiletteneinrichtung. Außerdem wurden elektrische Schaltschränke eingebaut und die Beleuchtung umgestellt.

## Skizzen, Musterblätter, Fotos

Ansicht zu Blatt 92 aus dem Verzeichnis von 1913

## Wagennummern
Die Daten sind den Wagenpark-Verzeichnis der Kgl.Bayer.Staatseisenbahnen entnommen, so aufgestellt nach dem Stande vom 31. März 1913, sowie den Büchern von Emil Konrad (Reisezugwagen der deutschen Länderbahnen, Band II) und  Alto Wagner (Bayerische Reisezugwagen) entnommen.

## Personenwagen
| Blatt-Nr. Herstelld.         | Blatt-Nr. Herstelld.         | Blatt-Nr. Herstelld.         | Gattungszeichen je Epoche Wagennummern je Epoche | Gattungszeichen je Epoche Wagennummern je Epoche | Gattungszeichen je Epoche Wagennummern je Epoche | Gattungszeichen je Epoche Wagennummern je Epoche | Gattungszeichen je Epoche Wagennummern je Epoche | Gattungszeichen je Epoche Wagennummern je Epoche | Gattungszeichen je Epoche Wagennummern je Epoche | Fahrwerk / Ausstattung (siehe jeweilige Legende) | Fahrwerk / Ausstattung (siehe jeweilige Legende) | Fahrwerk / Ausstattung (siehe jeweilige Legende) | Fahrwerk / Ausstattung (siehe jeweilige Legende) | Fahrwerk / Ausstattung (siehe jeweilige Legende) | Fahrwerk / Ausstattung (siehe jeweilige Legende) | Fahrwerk / Ausstattung (siehe jeweilige Legende) | Fahrwerk / Ausstattung (siehe jeweilige Legende) | Fahrwerk / Ausstattung (siehe jeweilige Legende) | Fahrwerk / Ausstattung (siehe jeweilige Legende) | Zusatzinfos    | Zusatzinfos   |
| Bau- jahr                    | Her- steller                 | Anz.                         | ab 1907                                          | Rep. (1919)                                      | DR (ab 1923)                                     | DRG (ab 1930)                                    | DRG n. Umbau                                     | Ausge- mustert                                   | letzt. Heimat-Bf.                                | Brem- sen                                        | Bl.                                              | Hz.                                              | Art u.Anz. Abteile (Sitze je Klasse)             | Art u.Anz. Abteile (Sitze je Klasse)             | Art u.Anz. Abteile (Sitze je Klasse)             | Art u.Anz. Abteile (Sitze je Klasse)             | Art u.Anz. Abteile (Sitze je Klasse)             | Mil.                                             | Mil.                                             | Sig- nal- hlt. | Bemer- kung   |
| Blatt-Nr. aus WV von Gattung | Blatt-Nr. aus WV von Gattung | Blatt-Nr. aus WV von Gattung | 92 1913 ABCCü                                    |                                                  | ABC4ü Bay 08                                     | ABC4ü Bay 08                                     | ABC4ü Bay 08/30                                  |                                                  |                                                  |                                                  |                                                  |                                                  | A                                                | 1.                                               | 2.                                               | 3.                                               | 4.                                               | O                                                | M                                                |                |               |
| ---------------------------- | ---------------------------- | ---------------------------- | ------------------------------------------------ | ------------------------------------------------ | ------------------------------------------------ | ------------------------------------------------ | ------------------------------------------------ | ------------------------------------------------ | ------------------------------------------------ | ------------------------------------------------ | ------------------------------------------------ | ------------------------------------------------ | ------------------------------------------------ | ------------------------------------------------ | ------------------------------------------------ | ------------------------------------------------ | ------------------------------------------------ | ------------------------------------------------ | ------------------------------------------------ | -------------- | ------------- |
| 1908                         | MAN                          | 16                           | 1 432                                            |                                                  | 23 022 Mü                                        | 14 694 Mü                                        | 14 694 Mü                                        | 01/1950                                          | Regensburg                                       | Pl Wsbr Hnr Anbr                                 | Ggl                                              | D                                                | 2                                                | 1                                                | 2                                                | 4                                                |                                                  | 12                                               | 24                                               | AT CH IT       | Altschadwagen |
| 1908                         | MAN                          | 16                           | 1 433                                            |                                                  | 23 023 Mü                                        | 14 695 Mü                                        | 14 695 Mü                                        | xx/1945                                          | München                                          | Pl Wsbr Hnr Anbr                                 | Ggl                                              | D                                                | 2                                                | 1                                                | 2                                                | 4                                                |                                                  | 12                                               | 24                                               | AT CH IT       |               |
| 1908                         | MAN                          | 16                           | 1 434                                            |                                                  | 23 024 Mü                                        | 14 696 Mü                                        |                                                  | xx/1948                                          | München                                          | Pl Wsbr Hnr Anbr                                 | Ggl                                              | D                                                | 2                                                | 1                                                | 2                                                | 4                                                | Altschadwagen                                    | 12                                               | 24                                               | AT CH IT       |               |
| 1908                         | MAN                          | 16                           | 1 435                                            |                                                  | 23 025 Mü                                        | 14 697 Mü                                        | 14 697 Mü                                        | 07/1948                                          | München                                          | Pl Wsbr Hnr Anbr                                 | Ggl                                              | D                                                | 2                                                | 1                                                | 2                                                | 4                                                | Altschadwagen                                    | 12                                               | 24                                               | AT CH IT       |               |
| 1908                         | MAN                          | 16                           | 1 436                                            |                                                  | 23 026 Mü                                        | 14 698 Mü                                        |                                                  | xx/1945                                          | NJürnberg                                        | Pl Wsbr Hnr Anbr                                 | Ggl                                              | D                                                | 2                                                | 1                                                | 2                                                | 4                                                |                                                  | 12                                               | 24                                               | AT CH IT       |               |
| 1908                         | MAN                          | 16                           | 1 437                                            |                                                  | 23 027 Mü                                        | 14 699 Mü                                        | 14 699 Mü                                        | xx/193x                                          | München                                          | Pl Wsbr Hnr Anbr                                 | Ggl                                              | D                                                | 2                                                | 1                                                | 2                                                | 4                                                |                                                  | 12                                               | 24                                               | AT CH IT       |               |
| 1908                         | MAN                          | 16                           | 1 438                                            |                                                  | 23 028 Mü                                        | 14 700 Au                                        | 14 700 Mü                                        | 02/1950                                          | Lindau                                           | Pl Wsbr Hnr Anbr                                 | Ggl                                              | D                                                | 2                                                | 1                                                | 2                                                | 4                                                | Altschadwagen                                    | 12                                               | 24                                               | AT CH IT       |               |
| 1908                         | MAN                          | 16                           | 1 439                                            |                                                  | 23 005 Nür                                       | 14 701 Mü                                        | 14 701 Mü                                        | xx/1945                                          | München                                          | Pl Wsbr Hnr Anbr                                 | Ggl                                              | D                                                | 2                                                | 1                                                | 2                                                | 4                                                |                                                  | 12                                               | 24                                               | AT CH IT       |               |
| 1908                         | MAN                          | 16                           | 1 440                                            |                                                  | 23 029 Mü                                        | 14 702 Mü                                        | 14 702 Au                                        | 03/1954                                          | Nürnberg                                         | Pl Wsbr Hnr Anbr                                 | Ggl                                              | D                                                | 2                                                | 1                                                | 2                                                | 4                                                |                                                  | 12                                               | 24                                               | AT CH IT       |               |
| 1908                         | MAN                          | 16                           | 1 441                                            |                                                  | 23 030 Mü                                        | 14 703 Au                                        |                                                  | 01/1950                                          | Regensburg                                       | Pl Wsbr Hnr Anbr                                 | Ggl                                              | D                                                | 2                                                | 1                                                | 2                                                | 4                                                | Altschadwagen                                    | 12                                               | 24                                               | AT CH IT       |               |
| 1908                         | MAN                          | 16                           | 1 442                                            |                                                  | 23 031 Mü                                        | 14 704 Au                                        | 14 704 Au                                        | xx/1945                                          | Lindau                                           | Pl Wsbr Hnr Anbr                                 | Ggl                                              | D                                                | 2                                                | 1                                                | 2                                                | 4                                                |                                                  | 12                                               | 24                                               | AT CH IT       |               |
| 1908                         | MAN                          | 16                           | 1 443                                            |                                                  |                                                  |                                                  |                                                  | xx/1925                                          | München                                          | Pl Wsbr Hnr Anbr                                 | Ggl                                              | D                                                | 2                                                | 1                                                | 2                                                | 4                                                |                                                  | 12                                               | 24                                               | AT CH IT       |               |
| 1908                         | MAN                          | 16                           | 1 444                                            |                                                  | 23 032 Mü                                        | 14 705 Au                                        | 14 705 Au                                        | xx/1945                                          | Lindau                                           | Pl Wsbr Hnr Anbr                                 | Ggl                                              | D                                                | 2                                                | 1                                                | 2                                                | 4                                                |                                                  | 12                                               | 24                                               | AT CH IT       |               |
| 1908                         | MAN                          | 16                           | 1 445                                            |                                                  | 23 033 Mü                                        | 14 706 Mü                                        | 14 706 Mü                                        | 02/1950                                          | München                                          | Pl Wsbr Hnr Anbr                                 | Ggl                                              | D                                                | 2                                                | 1                                                | 2                                                | 4                                                | Altschadwagen                                    | 12                                               | 24                                               | AT CH IT       |               |
| 1908                         | MAN                          | 16                           | 1 446                                            |                                                  | 23 034 Mü                                        | 14 707 Nü                                        | 14 707 Mü                                        | xx/1945                                          | München                                          | Pl Wsbr Hnr Anbr                                 | Ggl                                              | D                                                | 2                                                | 1                                                | 2                                                | 4                                                |                                                  | 12                                               | 24                                               | AT CH IT       |               |
| 1908                         | MAN                          | 16                           | 1 447                                            |                                                  | 23 006 Nür                                       | 14 708 Nür                                       | 14 708 Nür                                       | xx/1945                                          | Nürnberg                                         | Pl; Wsbr;                                        | Ggl                                              | D                                                | 2                                                | 1                                                | 2                                                | 4                                                |                                                  | 12                                               | 24                                               |                |               |